# Nancy Boy
Nancy Boy este cel de-al patrulea single de pe albumul de debut al formației britanice Placebo, lansat pe data de 20 ianuarie 1997. Este practic single-ul care i-a făcut cu adevărat cunoscuți pe cei de la Placebo, situându-se pe locul 4 în topul britanic. La fel ca și în cazul melodiei „Come Home”, versiunea care apare pe single este diferită de cea de pe album. În cazul cântecului „Nancy Boy”, piesa a fost remixată după ce albumul a fost înregistrat, iar varianta rezultată a fost denumită „Sex Mix”. Este varianta care apare și pe colecția de single-uri Once More With Feeling.
Pe acest single (mai precis, pe primul CD) se poate găsi piesa „Slackerbitch”, despre care Molko a declarat: „e destul de oribilă (...) tipul din cântec se simte foarte amenințat de femei (...) E plină de furie, și nepoliticoasă și insultătoare și complet discriminatorie. Nu mi-e frică să spun că și eu am simțit unele din acele lucruri. (...) Destul de interesant e că înainte de a fi fost lansată, am cântat-o mai multor femei, fără a spune nimic, pur și simplu pentru a vedea dacă o vor găsi misogină. Singurii care au găsit-o astfel au fost bărbații...”
Tot pe primul CD al single-ului se poate găsi și „Bigmouth Strikes Again”, un cover după formația britanică The Smiths.

## Lista melodiilor

Coperta „Nancy Boy, CD 2”

### CD1
1. „Nancy Boy” (Radio Edit)
2. „Slackerbitch”
3. „Bigmouth Strikes Again”
4. „Hug Bubble” (Brad Wood mix)

### CD2
1. „Nancy Boy” (Sex mix)
2. „Eyesight to the Blind”
3. „Swallow” (Designer/U-Sheen mix)
4. „Miss Moneypenny”

## Despre versuri
„Nancy Boy” este piesa despre care Brian Molko a declarat „Nu e absurdă... e obscenă.” În versurile piesei „Nancy Boy” apar cuvinte explicite, aluzii la droguri, fraze-stereotip folosite de către cineva care se laudă cu propriile experiențe sexuale.
Titlul cântecului este o expresie-sinonim pentru cuvântul „travestit”. Molko arată: „este evident că personajul din cântec este drogat în momentul respectiv. Există momente în viață când ești atât de drogat încât tot ceea ce vrei să faci cu adevărat este să ți-o pui. (...) [Cântecul] Nu promovează promiscuitatea dar nici nu o judecă. (...) În cântec, analizez motivele oamenilor de a se culca cu cineva de același sex. În același fel în care heroina este atât de la modă azi, a fi bisexual pare a fi foarte chic.”

## Recenzii
Revista Melody Maker a descris cântecul astfel: „E carnivor. E apetit pe vinil, este cântecul ce servește drept coloană sonoră în visele lui Brett Anderson, în secvențele de luptă și de sex. Vicios, lacom, îmbibat de poftă, și chitările înspăimântătoare ca o stradă plină de pericole. Și acea voce malițioasă, lipsită de jenă - angelică, murdară, ce izbește precum un bici - îl face să aibă efectul unui puseu de adrenalină. Delicios.”

## Despre videoclip
Videoclipul piesei „Nancy Boy” a reprezentat două premiere. Era prima oară când Placebo lucrau cu regizorul Howard Greenhalgh, care avea să devină apoi „regizorul oficial Placebo”, după cuvintele lui Brian Molko, și tot prima oară când toboșarul Steve Hewitt filma un videoclip alături de trupă. Prezența lui Steve a fost una problematică, având în vedere că la acea dată, Hewitt era încă sub contract cu altă casă de discuri. Pentru a rezolva problema, figura lui a fost ștearsă și încețoșată, astfel încât trăsăturile nu i se disting deloc pe parcursul clipului.
Clipul nu are o poveste propriu-zisă, însă există în el foarte multe scene stranii, cu subînțelesuri și aluzii sexuale, chiar sado-masochiste. La un moment dat, într-una din scene apare un manechin de plastic complet dezbrăcat. În mod curios, cenzura a obiectat la această scenă, dar nu a avut nimic de comentat la o fază mult mai explicită, când dintr-o cadă din care ies mai multe picioare țâșnește un lichid ciudat drept în gura unuia dintre personaje.

## Poziții în topuri
- 4 (Marea Britanie)